# ジョンソン郡 (アイオワ州)
ジョンソン郡（英: Johnson County）は、アメリカ合衆国アイオワ州の郡である。人口は15万2854人（2020年）。郡庁所在地はアイオワ大学の本拠地アイオワシティである。ジョンソン郡は第9代アメリカ合衆国副大統領リチャード・メンター・ジョンソンの名を取って命名された。

## 地理
アメリカ合衆国統計局によると、この郡は総面積1,614 km2 (623 mi2) である。このうち1,592 km2 (614 mi2) が陸地で23 km2 (9 mi2) が水域である。総面積の1.42%が水域となっている。

### 隣接する郡
- リン郡  (北)
- シーダー郡  (北東)
- マスカティン郡・ルイザ郡  (南東)
- ワシントン郡  (南西)
- アイオワ郡  (西)

## 人口動勢
2000年国勢調査で、この郡は人口111,006人、44,080世帯、及び23,582家族が暮らしている。人口密度は70/km2 (181/mi2) である。29/km2 (75/mi2) の平均的な密度に45,831軒の住宅が建っている。この郡の人種的な構成は白人90.13%、アフリカン・アメリカン2.90%、先住民0.28%、アジア4.12%、太平洋諸島系0.04%、その他の人種1.01%、及び混血1.51%である。ここの人口の2.51%はヒスパニックまたはラテン系である。
この郡内の住民は20.10%が18歳未満の未成年、18歳以上24歳以下が23.40%、25歳以上44歳以下が30.80%、45歳以上64歳以下が18.20%、及び65歳以上が7.40%にわたっている。中央値年齢は28歳である。女性100人ごとに対して男性は99.10人である。18歳以上の女性100人ごとに対して男性は97.30人である。
この郡の世帯ごとの平均的な収入は40,060米ドルであり、家族ごとの平均的な収入は60,112米ドルである。男性は36,279米ドルに対して女性は29,793米ドルの平均的な収入がある。この郡の一人当たりの収入 (per capita income) は22,220米ドルである。人口の15.00%及び家族の5.20%は貧困線以下である。全人口のうち18歳未満の8.10%及び65歳以上の3.80%は貧困線以下の生活を送っている。

## 都市及び町
| - アイオワシティ (Iowa City) - コーラルビル (Coralville) - ヒルズ (Hills) - ノースリバティ (North Liberty) - オアシス (Oasis) - オックスフォード (Oxford) - ユニバーシティハイツ (University Heights) | - Lone Tree - Morse - Shueyville - Solon - Swisher - Tiffin - Elmira, Iowa |

### 郡区
- ビッググローブ郡区
- シーダー郡区
- クリアクリーク郡区
- イーストルーカス郡区
- フリーモント郡区
- グラハム郡区
- ハーディン郡区
- ジェファーソン郡区
- リバティ郡区
- リンカーン郡区
- マディソン郡区
- モンロー郡区
- ニューポート郡区
- オックスフォード郡区
- ペン郡区
- プレザントバレー郡区
- スコット郡区
- シャロン郡区
- ユニオン郡区
- ワシントン郡区